# Maskeballet
Maskeballet (originaltitel: Un ballo in maschera) er en opera af Giuseppe Verdi  fra 1859. 
Handlingen foregår i Stockholm og skildrer mordet på kong Gustav 3. Men da censuren i mange lande gjorde indsigelse mod et kongemord på scenen, ændredes person- og stednavne: kong Gustav blev til Riccardo, guvernør i Boston; sigøjnersken Mor Britta blev til mulatten Ulrica osv.
I København og Stockholm spilles operaen i den oprindelige version.
Verdi var ikke den første, som benyttede Gustav III's død som emne for en opera. I 1833 opførtes på operaen i Paris Gustave III ou le Bal masqué af den franske komponist Auber (1782-1871) med tekst af E. Scribe (1791-1861).
I Verdis opera foregår første akts andet billede i hytten hos spåkvinden Britta/Ulrica. Hun driver sort magi og spår kongen hans snarlige død og kan udpege hans banemand. Hun begynder med at påkalde Djævelen med ord, som ligner indledningen til de romersk-katolske tidebønner. Første linje af hendes arie lyder: "Re dell'abisso, affrettati", som er en travesti af "Deus in adjutorium meum intende / Domine ad adjuvandum me festina."
Det var som Ulrica den store alt Marian Anderson (1897-1993) efter indgriben Eleanor Roosevelt i 1957 optrådte på Metropolitan Opera i New York i New York og brød den racediskrimination, som the Met havde hævdet.
- Wikimedia Commons har flere filer relateret til Maskeballet